# Sonate pour violon et piano (Poulenc)
Pour les articles homonymes, voir Sonate pour violon et piano.
La Sonate pour violon et piano de Francis Poulenc est une œuvre de musique de chambre composée en 1942-1943 à la mémoire de Federico Garcia Lorca. La partition, dédiée à sa nièce Brigitte Manceaux, est éditée chez Max Eschig. L'œuvre est créée par la violoniste Ginette Neveu et le compositeur au piano le 21 juin 1943 à Paris, salle Gaveau.

## Genèse et création
Francis Poulenc a tenté à plusieurs reprises d'écrire une sonate avec un instrument à cordes. Dès 1918, il fait entendre des extraits d'une sonate pour violon et piano, détruite par la suite puis procède à plusieurs tentatives entre 1925 et 1935. Il s'agit au moins du quatrième essai d'écriture, et le seul à avoir été conservé. Comme il le précise lui-même, il « n'aime pas le violon au singulier ». L'écriture de la sonate doit en grande partie à l'insistance de Ginette Neveu qu'il ne veut pas contrarier et qui lui donne de nombreux conseils pour la partie violon. Il confessera plus tard que sont dus à la seule participation de la violoniste « les quelques détails violonistiques savoureux » de la partition.

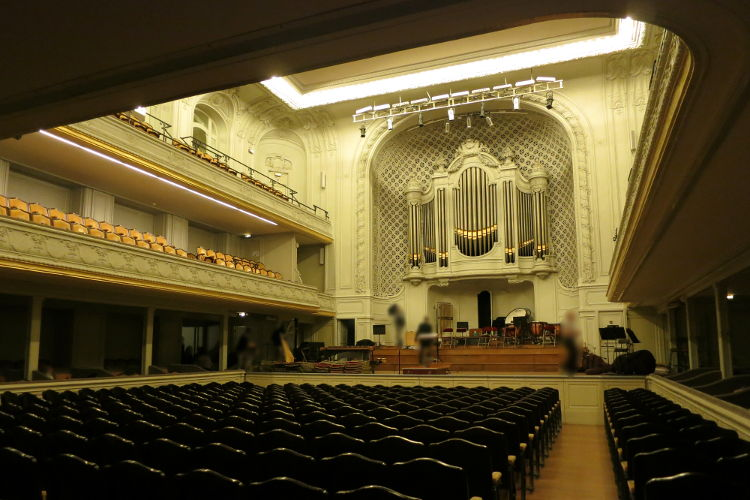
La Salle Gaveau, lieu de la création.

Poulenc décrit lui-même le travail qu'il accomplit : « Le monstre est au point, je vais commencer la réalisation. Ce n'est pas mal, je crois, et en tout cas fort différent de la sempiternelle ligne de violon-mélodie des sonates françaises du XIXe siècle. (...) Le violon prima donna sur piano arpège, me fait vomir ». 
L'œuvre est créée lors d'un concert de la Pléiade à la salle Gaveau à Paris le 21 juin 1943 avec Ginette Neveu au violon et l'auteur au piano. La violoniste remporte un triomphe même si les critiques relatives à l'œuvre sont négatives a posteriori. Poulenc procède à une révision de la sonate en 1949.

## Réception et postérité
Dans son œuvre Journal de mes mélodies, le compositeur est lui-même critique vis-à-vis de cette sonate : « Comme j'ai de la peine à témoigner, musicalement, de ma passion pour Lorca, ma Sonate pour piano et violon, dédiée à sa mémoire, n'est hélas pas du meilleur Poulenc ».
La sonate est jugée très sévèrement. Au mieux, inutile, au pire médiocre, jusque dans des ouvrages actuels consacrés à la musique de chambre, notamment par Adélaïde de Place dans la notice qu'elle a rédigée dans le Guide la musique de chambre publié par les éditions Fayard où elle indique : « Quoi qu'il en soit, cette œuvre en trois mouvements (...) est un peu décevante ». Le biographe Henri Hell précise que son « seul mérite est d'avoir été écrite à la mémoire de Federico Garcia Lorca. (...) Poulenc n'est plus tout à fait Poulenc quand il écrit pour le violon ». 
On compte toutefois de nombreux enregistrements de l'œuvre, notamment celle du violoniste virtuose Yehudi Menuhin accompagné de Jacques Février au piano. 

## Style

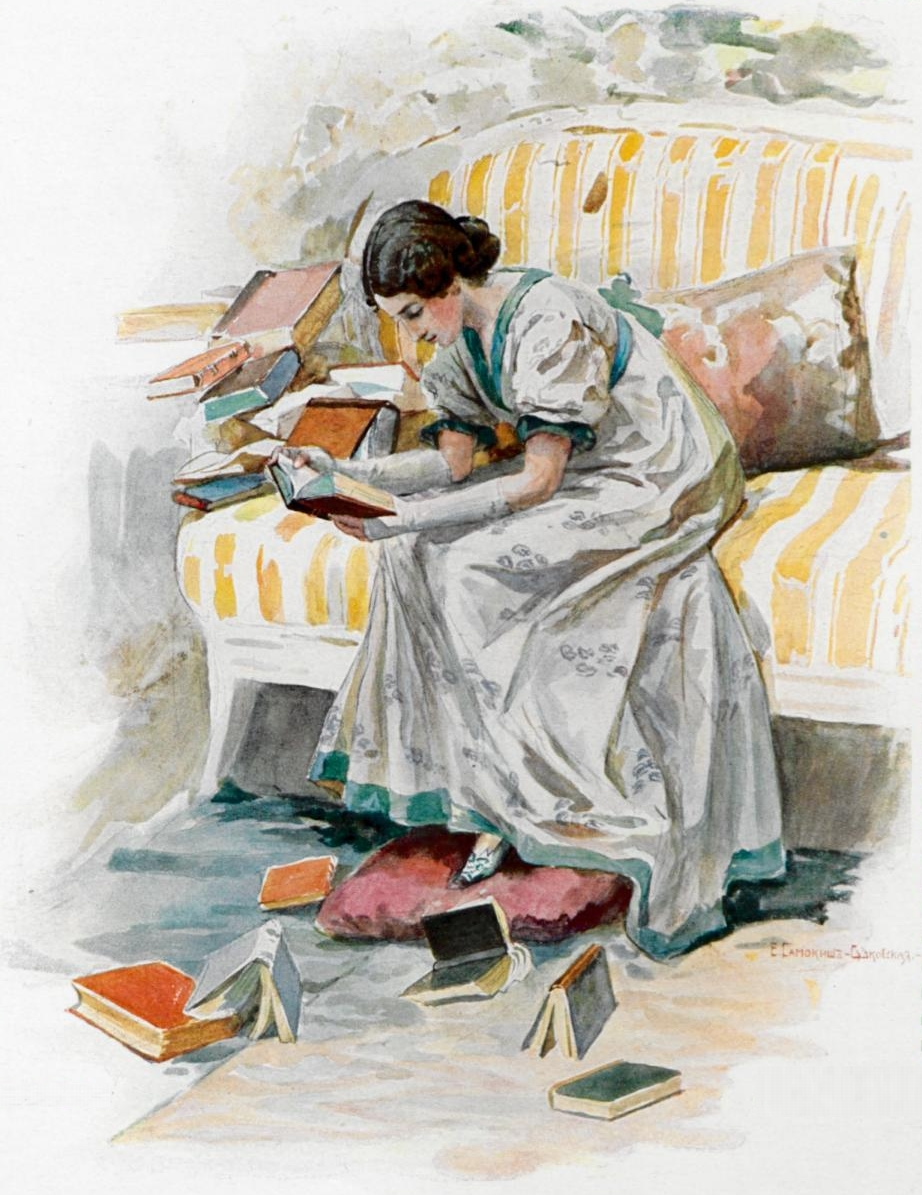
Tatiana, d'Eugène Onéguine par Elena Samokysh-Sudovskaya, 1899.
Poulenc utilise l'un des thèmes du hautbois de lair de la lettre tiré de l'opéra Eugène Onéguine de Piotr Ilitch Tchaïkovski.

Peu inspiré par les cordes, comme le prouvera encore le peu de cas qui est fait de sa sonate pour violoncelle et piano écrite entre 1940 et 1948, Poulenc use d'emprunts, voire d'auto-citations. On sent l'influence thématique de Sergueï Rachmaninov et de Piotr Ilitch Tchaïkovski.

## Structure et analyse
Comme la plupart des œuvres de musique de chambre du compositeur, la sonate, d'une durée d'exécution de 15 à 18 minutes, adopte un plan en trois mouvements vif-lent-vif :
1. Allegro con fuoco
2. Intermezzo
3. Presto tragico

### Allegro con fuoco
Le temps d'exécution est d'environ 5 à 6 minutes. On peut noter une auto-citation du premier des Trois Poèmes de Louise Lalanne.

### Intermezzo
Le temps d'exécution est d'environ 5 à 6 minutes. Le passage central en tierces au violon est le sommet de l'œuvre. Du point de vue du style harmonique, ce mouvement est celui des trois qui relève le moins du langage habituel du compositeur et dénote un souvenir « vaguement espagnol ».

### Presto tragico
Le temps d'exécution est d'environ 5 à 6 minutes.

## Discographie sélective
- Yehudi Menuhin et Jacques Février